# FCラ・ショー＝ド＝フォン
フットボール・クラブ・ラ・ショー＝ド＝フォン (Football Club La Chaux-de-Fonds) は、スイス北西部、ヌーシャテル州の都市ラ・ショー＝ド＝フォンにホームを置くサッカークラブである。
1894年7月4日創設。1948年にスイスカップに初優勝し、1960年代前半までに3回のリーグ優勝と6回のカップ優勝を果たした。その後は1部と2部の間での往復が続き、1部リーグ在籍は1986-87シーズンが最後になっている。1993-94シーズンからは1. リーガ・プロモーション (3部相当) にまで降格していたが、2003-04シーズンにチャレンジリーグ (2部) へ昇格した。

## タイトル

### 国内タイトル
- スイス・スーパーリーグ：3回
  - 1953-54, 1954-55, 1963-64

- スイス・カップ：6回
  - 1947-48, 1950-51, 1953-54, 1954-55, 1956-57, 1960-61

### 国際タイトル
なし

## 過去の成績
| シーズン | ディビジョン             | ディビジョン | ディビジョン | ディビジョン | ディビジョン | ディビジョン | ディビジョン | ディビジョン | ディビジョン |
| シーズン | リーグ                   | 試合数       | 勝           | 分           | 敗           | 得点         | 失点         | 勝ち点       | 順位         |
| -------- | ------------------------ | ------------ | ------------ | ------------ | ------------ | ------------ | ------------ | ------------ | ------------ |
| 2004-05  | スイス・チャレンジリーグ | 34           | 12           | 7            | 15           | 57           | 56           | 43           | 10位         |
| 2005-06  | スイス・チャレンジリーグ | 34           | 15           | 13           | 6            | 60           | 44           | 58           | 5位          |
| 2006-07  | スイス・チャレンジリーグ | 34           | 12           | 7            | 15           | 49           | 49           | 43           | 10位         |
| 2007-08  | スイス・チャレンジリーグ | 34           | 12           | 7            | 15           | 53           | 63           | 43           | 12位         |
| 2008-09  | スイス・チャレンジリーグ | 30           | 9            | 6            | 15           | 39           | 46           | 33           | 12位         |

## 歴代監督
- ジャン・ヴァンサン 1967-1970

## 歴代所属選手
- クリスティアン・グルキュフ 1981-1982
- 今矢直城 2004-2005